# Reino
Reino là một đô thị ở tỉnh Benevento trong vùng Campania, có vị trí khoảng 70 km về phía đông bắc của Napoli và khoảng 15 km về phía bắc của Benevento. Tại thời điểm ngày 31 tháng 12 năm 2004, đô thị này có dân số 1.344 người và diện tích là 23,6 km².
Reino giáp các đô thị: Circello, Colle Sannita, Fragneto l'Abate, Pesco Sannita, San Marco dei Cavoti.